# Gnamptogyia
Gnamptogyia is een geslacht van vlinders van de familie spinneruilen (Erebidae), uit de onderfamilie Calpinae.

## Soorten
- G. diagonalis Hampson, 1910
- G. multilineata Hampson, 1894
- G. strigalis Strand, 1912